# Salacia pachycarpa
Salacia pachycarpa är en benvedsväxtart som beskrevs av Albert Charles Smith. Salacia pachycarpa ingår i släktet Salacia och familjen Celastraceae. Inga underarter finns listade.